# Gheerkin de Hondt
Gheerkin de Hondt (* um 1490; † nach 1547) war ein franko-flämischer Komponist und Sänger der Renaissance.

## Leben und Wirken
Über die Herkunft, die frühe Zeit und die Ausbildung von Gheerkin de Hondt sind keine Informationen überliefert. Seine erste belegbare Aktivität fand an der Nieuwe Kerk in Delft statt, wo Gheerkin vom 1. August 1530 bis Februar 1532 als Singmeister wirkte. Von 1532 bis 1539 übte er die gleiche Tätigkeit an der Kirche St. Jakob in Brügge aus; dort war er außerdem Mitglied der Sakramentsgilde. Im September 1539 wurde Gheerkin von der Marienbruderschaft (Illustre Lieve Vrouwe Broederschap) in ’s-Hertogenbosch als Singmeister angeworben; dort trat er seinen Dienst am 31. Dezember 1539 an. Es war dies eine Gemeinschaft in der Tradition der römischen Tempelbruderschaften, die für ihre Riten und Gesänge eigene Dichter und Komponisten beschäftigte. In der gleichen Funktion als Singmeister wirkte er auch am dortigen Stift. Der Komponist machte in den Jahren 1541 und 1542 unter anderem Reisen nach Amsterdam und Leiden, um neue Sänger anzuwerben. Im Jahr 1547 kam es zu dem Vorwurf, er und seine Frau hätten die in ihrem Haus wohnenden Chorknaben vernachlässigt, woraufhin er entlassen wurde. Er verließ ’s-Hertogenbosch am 2. Oktober 1547 und zog mit einem dieser Chorknaben nach Norden in den friesischen Teil der Niederlande. Dort verliert sich seine Spur.

## Bedeutung
Während die Zuweisung der geistlichen Werke Gheerkins zu der Person des Komponisten noch relativ einfach ist, ist dies bei den weltlichen Werken problematisch, weil hier mehrere Stücke unter verschiedenen Autorennamen überliefert sind. In den Chansons verwendet er, wenn auch zurückhaltend, spezielle musikalische Mittel, wie homophone Textdeklamation, um den Textausdruck zu unterstützen; zu besonderen harmonischen Effekten kommt es dabei nicht. In seiner Messe „Panis quem ego dabo“ verwendet er die gleichnamige Motette von Lupus Hellinck, die auch von Jacobus Clemens non Papa, Giovanni Pierluigi da Palestrina und Hellinck selbst zur Grundlage für Messkompositionen verwendet wurde. In seinen Messen wie auch in seinen anderen Werken zeigt Gheerkin große Fähigkeiten im Umgang mit kontrapunktischer Technik sowie Sicherheit und Geschick in der Erfindung und Umsetzung musikalischer Ideen.

## Werke
- Messen
  - Missa „Benedictus Dominus Deus Israel“ zu vier Stimmen
  - Missa „Ceciliam cantate pii“ zu fünf Stimmen
  - Missa „In te Domine spreavi“ zu fünf Stimmen
  - Missa „Panis quem ego dabo“ zu vier Stimmen
  - Missa „Vidi Jerusalem“ zu vier Stimmen
- Motetten
  - „Benedicite Dominus“ zu vier Stimmen
  - „Inclina Domine aurem tuam“ zu vier Stimmen
  - „Jubilate Deo omnis terra“ zu vier Stimmen
  - „Vox dicentis clama“ zu vier Stimmen
- Chansons (alle zu vier Stimmen)
  - „A vous me rens“
  - „Contre raison“
  - „Dung parfond cueur“
  - „Helas malheur“
  - „Het was my wel te vooren gheseyt“
  - „Je me reprens de vous avoir aymee“
  - „Langueur d’amour“
  - „Mon petit cueur“
  - „Oncques ne sceu avoir“